# Mike Hartmann
Mike Hartmann   (Heidenheim an der Brenz, 5 d'agost de 1983) és un pilot de motocròs i enduro alemany, Campió d'Europa d'aquesta darrera disciplina el 2004 i múltiple Campió d'Alemanya.
A 1 de gener de 2010

## Trajectòria esportiva

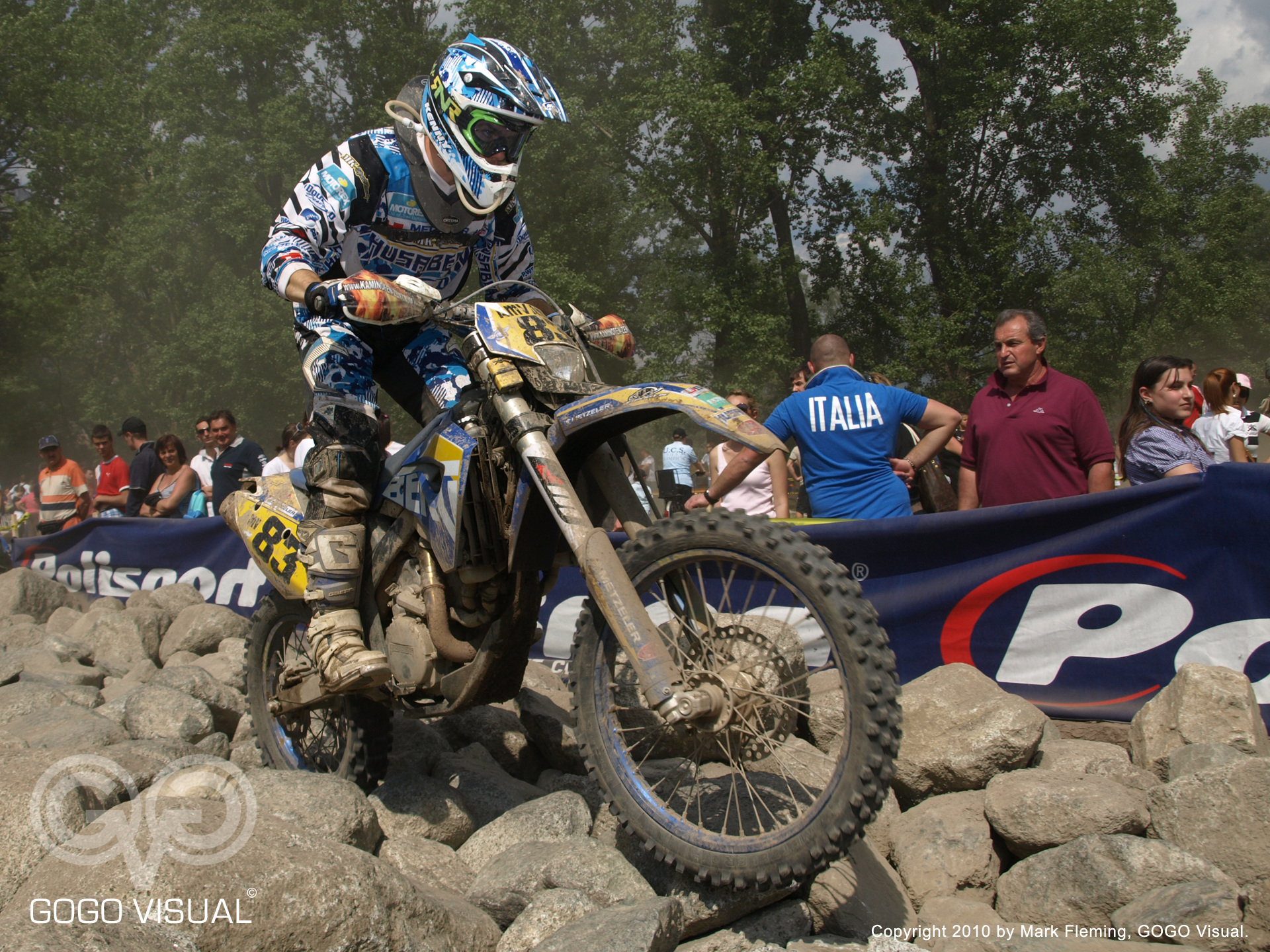
Amb la Husaberg durant la Valli Bergamasche del 2010

Hartmann començà la seva carrera ben aviat, a 10 anys, debutant el 1993 amb una Kawasaki de 60 cc al Campionat d'Alemanya i al del Sud d'Alemanya de motocròs, acabant-hi cinquè i quart respectivament. L'any següent va ser segon en el campionat alemany i cinquè en el del Sud d'Alemanya, essent nomenat Esportista de l'Any a la seva ciutat natal.
A partir de 1995, Hartmann pilotà una Kawasaki 80 i acabà tercer en el campionat alemany i segon en el del Sud d'Alemanya. L'any següent repetí el tercer lloc en el campionat del sud d'Alemanya. També va participar en la Copa de Motocròs ADAC (Automòbil Club d'Alemanya). El 1997 va ser Campió de Baden-Württemberg i el 1998 canvià a KTM, passant a pilotar les seves motocicletes de 125 i de 250 cc. El mes d'agost del 2001 patí una lesió al genoll que el mantingué apartat de la competició una temporada. Ja recuperat, participà en el Gran premi d'Alemanya puntuable per al Campionat del Món de motocròs, celebrat a Gaildorf, i va debutar en la disciplina de l'enduro.
El 2002 aconseguí el segon lloc en el Campionat d'Alemanya d'enduro en categoria 125 cc i el novè lloc en el Campionat d'Europa, a banda del segon al Campionat de Württemberg. L'any següent, 2003, va acabar tercer en el Campionat d'Alemanya i novè en el Campionat del Món. A més a més, formant part de l'equip alemany per al Junior Trophy acabà quart als ISDE celebrats al Brasil. El 2004 fou el seu millor any fins ara, esdevenint Campió de Württemberg, Alemanya i Europa júnior de 125 cc. Entre el 2005 i el 2008 va ser Campió d'Alemanya d'enduro E1 i acabà cinquè, tercer i segon al Campionat del Món d'enduro. El 2006, formant part de l'equip alemany al Junior Trophy repetí el quart lloc als ISDE, aquest cop celebrats a Taupo, Nova Zelanda.
El 2009 va guanyar el Campionat d'Alemanya en categoria E2.